# Arsênio, o Capadócio
Arsênio, o Capadócio (grego : Ὅσιος Ἀρσένιος ὁ Καππαδόκης; 1840 – 10 de novembro de 1924), foi um decano grego e pai espiritual de Paísio do Monte Athos .

## Vida
O nome de nascimento de Arsênio era Theodorus Annitsalichos (em grego:  Θεόδωρος Αννητσαλήχος) e nasceu em Kephalochori, uma das seis aldeias cristãs da região de Fárasa, na Capadócia, e um dos primeiros centros do cristianismo ortodoxo. Ele tinha um irmão chamado Vlasios. Seu pai era professor. Ambos os pais morreram quando ele era muito jovem, e ele e seu irmão foram criados por uma tia materna. Ele foi enviado para estudar em Niğde, onde ficou com uma tia paterna, que também era professora. Ela, por sua vez, providenciou que ele ficasse com parentes em Esmirna, enquanto ele continuava seus estudos. Além de estudos gregos e religiosos, ele aprendeu armênio, turco e um pouco de francês .
Quando tinha cerca de 26 anos, ele foi para o mosteiro do Santo Precursor de Phlavianai naCesareia. Posteriormente, ele foi tonsurado monge e adotou o nome de Arsênio. O Metropolita Paísios II enviou-o a Fárasa e às aldeias vizinhas como padre, enquanto também ensinava secretamente a língua grega às crianças da região, que naquela época era pertencente ao Império Otomano. Em 1870, quando tinha trinta anos, foi consagrado arquimandrita .
Após a ordenação, ele fez uma peregrinação à Terra Santa . Ao retornar a Fárasa, os moradores o chamavam de Hadjiephentis. Ele se tornou um respeitado guia espiritual dos moradores da vila, ajudando as pessoas junto com o prefeito de Fárasa, na época pai de Paísio do Monte Athos . Dizia-se que ele curava pessoas doentes que vinham até ele, cristãos e muçulmanos . Ele deu a Paísio seu próprio nome durante seu batismo, apesar do desejo dos pais de dar à criança o nome de um avô. Mais tarde, ele se tornou o pai espiritual do futuro santo.
Depois de liderar seus fiéis para Corfu, na época da troca populacional entre a Grécia e a Turquia, ele morreu após três meses.
Tanto Arsênio quanto Paísio foram reconhecidos pelo Patriarcado Ecumênico como santos ortodoxos, Arsênio pelo Patriarca Ecumênico Demetrios I de Constantinopla em 1986 e Paísio pelo Patriarca Ecumênico Bartolomeu I de Constantinopla em 2015.

## Obras de Arsênio
- Uma coleção de Salmos, conforme foi dada pelo Santo, ordenada de acordo com o tipo de uso específico (grego)
- «Λόγοι και Νουθεσίες», Κελεκίδης, Λ. , Ιερά Μητρόπολις Ξάνθης/Μαΐστρος, 2015. (Ensinamentos do Santo trazidos para a Grécia como um manuscrito escrito nos livros da igreja mãe em Fárasa. Traduzido do grego capadócio para o grego moderno padrão e publicado.[6]
- Γέροντος Παϊσίου (Εζνεπίδη), «Ο Πατήρ Αρσένιος ο Καππαδόκης», εκδ. Eu. Ησυχαστηρίου «ΕΥΑΓΓΕΛΙΣΤΗΣ ΙΩΑΝΝΗΣ Ο ΘΕΟΛΟΓΟΣ», Σουρωτή, 1979.
- São Paísio do Monte Athos (2021). Saint Arsenios the Cappadocian 5 ed. Souroti, Thessaloniki, Greece: Holy Monastery "Evangelist John the Theologian"